# Archibald Point
Archibald Point är en udde i Antarktis. Den ligger i Västantarktis. Argentina, Chile och Storbritannien gör anspråk på området.
Terrängen inåt land är mycket platt. Havet är nära Archibald Point åt sydväst. Trakten är obefolkad. Det finns inga samhällen i närheten.